# Montes Ripeos

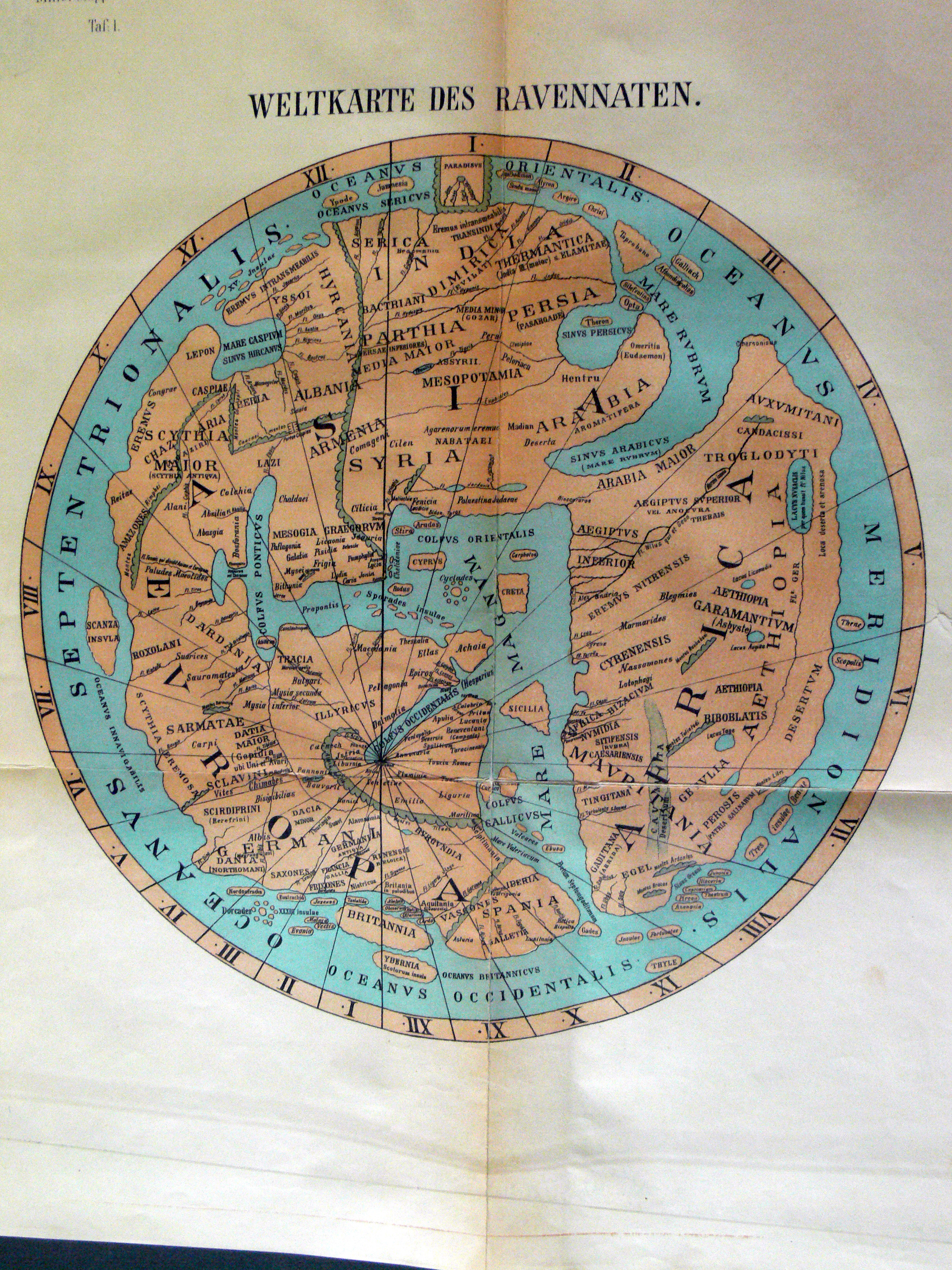
Mapa mundial de Ravennaten -anónimo.

Los montes Ripeos o Rifeos (en griego antiguo: Ῥιπαῖα ὄρη, latín: Rhipaei o Riphaei montes) son unas montañas mencionadas por autores de la antigüedad, tales como Apolonio de Rodas, Aristóteles, Hecateo de Mileto, Hipócrates y Ptolomeo, entre otros, cuya ubicación se desconoce. Eran unos montes fabulosos, de los que se suponía que procedía el viento del norte. Al otro lado de los mismos estaba el país de los hiperbóreos.
Dice Claudio Eliano que sacerdotes de Bóreas son sus hijos con Quíone, que fueron tres hermanos uterinos, de seis codos de altura. Y cuando en el momento acostumbrado ellos realizan el ritual establecido del susodicho dios, descienden de los llamados «montes ripeos» bandadas incontables de cisnes y después rodeando el templo como si quisieran purificarlo con su aleteo, bajan hasta el recinto sagrado, que es grandísimo de tamaño y de hermosura extremada.

## Posible ubicación
Noah Webster escribió que los primeros geógrafos aplicaban el término a los Alpes en Suiza y sostenían que los mismos eran la fuente del Danubio. Escritores romanos posteriores utilizaron el término para referirse a montañas en el norte de Europa o Asia. Pomponio Mela las ubicó en el círculo polar ártico. Plinio el Viejo asignó el término a los montes Urales. Todas las fuentes coinciden en que los montes Ripeos eran fríos y estaban cubiertos de nieve.
Plinio el Viejo los denomina montes Rifeos, donde nace el río Tanais (río Don), que desemboca en la laguna Meótide (mar de Azov).

## Eponimia
- En la Luna existe una cadena montañosas denominada montes Riphaeus, la cual debe su nombre a los montes Ripeos.

- El período geocronológico Rifeo fue designado en honor a los montes Ripeos, en referencia a los montes Urales.